# Hylarana similis
Hylarana similis är en groddjursart som först beskrevs av Günther 1873.  Hylarana similis ingår i släktet Hylarana och familjen egentliga grodor. IUCN kategoriserar arten globalt som nära hotad. Inga underarter finns listade i Catalogue of Life.